# Psidium albescens
Psidium albescens är en myrtenväxtart som beskrevs av Ignatz Urban. Psidium albescens ingår i släktet Psidium och familjen myrtenväxter. Inga underarter finns listade i Catalogue of Life.